# Station Leopoldów
Station Leopoldów is een spoorwegstation in de Poolse plaats Leopoldów.